# Blue Ruin
Blue Ruin è un film del 2013 diretto da Jeremy Saulnier.

## Trama
Dwight Evans è un senzatetto che vive nella sua auto in Delaware, arrangiandosi per procurarsi cibo e denaro. Quando scopre che Wade Marshall Cleland Jr., l’uomo condannato per l’omicidio dei suoi genitori, sta per essere rilasciato dopo vent’anni di carcere, Dwight torna nella sua città natale in Virginia. In un negozio di armi tenta di acquistare una pistola, ma si limita a comprare una cartolina che invia alla sorella. Successivamente, ruba una pistola da un camion, ma la danneggia irrimediabilmente nel tentativo di forzarne il blocco del grilletto con un piede di porco.
Dwight si apposta fuori dal carcere e osserva i Cleland accogliere Wade Jr. con una limousine. Li segue fino a un locale notturno dove si tiene la festa per la scarcerazione. Dopo essersi introdotto nell'edificio, Dwight raggiunge Wade nei bagni del club e lo accoltella a morte con un coltello rubato dalla cucina. Tornato alla sua auto, Dwight taglia una gomma della limousine per evitare di essere inseguito ma si ferisce gravemente a una mano. Rendendosi conto di aver perso le chiavi della sua auto la lascia nel parcheggiodel locale e ruba la limousine dei Cleland, all’interno della quale scopre William, un giovane membro della famiglia. Dopo un breve scambio di parole Dwight lo lascia andare. William gli rivela che Wade Jr. non è l’assassino dei suoi genitori.
Dopo essersi medicato, Dwight si reca dalla sorella Sam, che non vedeva da anni, e le confessa l’omicidio. Poiché l’evento non è stato riportato dai notiziari, Dwight ipotizza che la famiglia Cleland voglia vendicarsi privatamente. Sapendo che la sua auto è registrata all’indirizzo di Sam, la convince a fuggire con le figlie, mentre lui attende l’attacco nella casa di famiglia. I fratelli di Wade, Teddy e Carl, arrivano con l’auto di Dwight. Durante la fuga, Dwight stordisce Teddy e lo chiude nel bagagliaio, ma viene colpito alla gamba da Carl con una balestra.
Dopo aver ricevuto cure mediche, Dwight ritorna a casa di Sam per ripulire le tracce. In cerca di supporto, si rivolge a Ben Gaffney, un vecchio amico del liceo e veterano, che gli procura un fucile. Sul terreno di Ben, Dwight fa uscire Teddy dal bagagliaio e lo interroga. Quest’ultimo rivela che Wade Jr. non era il vero colpevole: il padre di Dwight aveva una relazione con la moglie di Wade Sr. e quest’ultimo, ormai malato terminale, uccise il padre di Dwight per vendetta. La madre fu uccisa incidentalmente, trovandosi in auto con il marito al momento dell’agguato. Wade Jr. si assunse la colpa per evitare al padre di morire in prigione. Teddy riesce temporaneamente a disarmare Dwight, ma viene ucciso da Ben con un fucile di precisione da una posizione nascosta. I due caricano il corpo nel bagagliaio e si separano, con Ben che fornisce a Dwight viveri e munizioni.
Dwight si reca nella proprietà dei Cleland e rimuove tutte le armi da fuoco presenti in casa. Dopo aver seppellito il corpo di Teddy, registra un messaggio nella segreteria telefonica dei Cleland per informarli della morte del fratello e per chiedere di risparmiare Sam. Poco dopo, Carl, la sorella maggiore Kris e la cugina Hope ritornano e ascoltano il messaggio. Dwight, nascosto in casa, sente chiaramente che i tre intendono trovare e uccidere Sam e spara a Carl, uccidendolo, tenendo le due donne sotto tiro. In quel momento William entra da un’altra porta e ferisce Dwight con un colpo d’arma da fuoco. William si rifiuta di giustiziarlo, nonostante l’ordine di Hope, e Dwight riesce a disarmarlo.
Gravemente ferito, Dwight invita William a fuggire con la sua auto. Prima che William se ne vada, Dwight rivela che è suo fratellastro, frutto della relazione tra il padre di Dwight e la madre di William. Hope tenta di attaccare Dwight proprio mentre Kris cerca di impugnare una pistola nascosta. Nella confusione, Kris uccide accidentalmente Hope e poi spara a Dwight, che riesce comunque a colpirla a morte. William, sconvolto, lascia cadere l’arma e si dirige verso l’auto, mentre Dwight muore sul pavimento, mormorando che le chiavi sono già nel veicolo. Il giorno seguente, la cartolina spedita da Dwight alla sorella Sam arriva finalmente a destinazione.

## Produzione
Nonostante il modesto successo di critica di Murder Party (2007), Saulnier stava per arrendersi al fatto che non avrebbe potuto proseguire una carriera cinematografica. Grazie anche all'incoraggiamento dell'amico di una vita Macon Blair, che interpreta il protagonista, decide di non arrendersi e finanziare Blue Ruin con i risparmi di famiglia e una campagna Kickstarter.

## Accoglienza
Il film è stato accolto con grande favore dalla critica. Su Metacritic detiene uno score di 78/100.